# إم دي 600
إم دي 600 (بالإنجليزية: MD Helicopters MD 600) هي مروحية متعددة الأغراض أنتجت في 1995. كان أول طيران لها في 22 نوفمبر 1994.